# Гамицы
Гами́цы — село в Осинском городском округе Пермского края России.

## История
Село известно с 1646 года как деревня Гамова (или Гамов). Тогда в деревне жило всего две семьи. В ревизских сказках от марта 1816 года в Гамицах насчитывалось 463 человека. Основными фамилиями в селе были Умпелевы, Лунеговы, Мазунины, Голдобины, Зверевы, Патраковы, Корековы, Мельниковы, Смердевы и Пьянковы. В 1863 году была построена церковь, освящённая во имя Святой Троицы, при которой в 1908 году была открыта церковно-приходская школа.
Первая мировая, гражданская, а затем и Великая Отечественная войны достаточно сильно убавили население — к 1953 году в селе насчитывалось 359 жителей. 4 мая 1954 года была открыта Гамицкая сельская библиотека, располагающаяся в Гамицком Доме Культуры. В 1973 году начал действовать детский сад, который был расширен в 1992 году. В 1975 году в селе начался упадок — население составляло 295 человек. В 1980-х в Гамицы переезжали жители менее перспективных соседних деревень. В 1992 году, в связи с открытием совхоза «Гамицкий», село было возрождено. В 1995 году в селе проживало 615 человек.
До 2019 года входило в состав ныне упразднённого Крыловского сельского поселения Осинского района.

## Физико-географическая характеристика
Географическое положение
Расположено на берегах реки Сидяхи. Абсолютная высота — 102 метра над уровнем моря. Соседствует с деревнями Петухова и Бархатова. Расположено примерно в 7 км от города Оса.
Климат
Климат характеризуется как умеренно континентальный, с продолжительной холодной зимой и коротким относительно тёплым летом. Средняя температура воздуха в зимний период составляет −10 °С (абсолютный минимум — −54 °С), в летний период — 20 °С (абсолютный максимум — 38 °С). Среднегодовое количество осадков — около 598 мм. Снежный покров держится в течение 160—170 дней в году.

## Транспорт
Село доступно для автомобильного транспорта. До села можно добраться рейсовым автобусом или на такси.

## Население
| 1816 | 1908 | 1926 | 1953 | 1975 | 1995 | 2002 | 2010 |
| ---- | ---- | ---- | ---- | ---- | ---- | ---- | ---- |
| 463  | ↗661 | ↘590 | ↘359 | ↘295 | ↗615 | ↘560 | ↘524 |

Гендерный состав
По данным Всероссийской переписи населения 2010 года в половой структуре населения мужчины составляли 47,5 %, женщины — соответственно 52,5 %.
Национальный состав
Согласно результатам переписи 2002 года, в национальной структуре населения русские составляли 96 % из 560 чел.

## Галерея
- Православная часовня в селе
- Автобусная остановка рейсового автобуса
- Улица Садовая
- Улица Садовая
- Улица Гагарина
- Улица Гагарина
- Улица Мира
- Вид на село
- Дом Культуры и часовня. Вид с улицы Садовая
- Вид на село с улицы Садовая
- Перекрёсток улиц Садовая и Мира
- Вид на выезд из села с улицы Садовая